# 江本晴
江本 晴（えもと はる）は、日本の漫画家。女性。愛知県出身。別名義に大森 小鳩（おおもり こばと）がある。

## 略歴
2008年、第84回Kissマンガセミナー『Kiss賞』受賞。『雨降ってそのうち固まる』でデビューした。
2015年にuvu（マッグガーデン）よりデビューした大森小鳩は、別名義であることをツイッターで公表。大森名義初単行本は『恋と粗相』。

## 作品リスト
- 思春期飛行（講談社、『Kiss』『Kiss PLUS』、2010年 - 2013年、既刊1巻）
  1. 2012年1月13日発売[1]、ISBN 978-4-06-340867-6
- 青春★オノマトペ（講談社、『Kiss』、2011年15号 - 2012年16号、全3巻）
  1. 2012年1月13日発売[2]、ISBN 978-4-06-340866-9
  2. 2012年5月11日発売[3]、ISBN 978-4-06-340878-2
  3. 2012年10月12日発売[4]、ISBN 978-4-06-340890-4
- 恋愛レッスンの時間です（電子書籍）
- 恋のウニフラ[注 1]（講談社、『Kiss』、2014年2月号 - 2015年2月号、不定期連載、全2巻）
  1. 2014年7月11日発売[5]、ISBN 978-4-06-340932-1
  2. 2015年1月13日発売[6]、ISBN 978-4-06-340943-7
- 恋と粗相（マッグガーデン、uvuコミックス、全1巻）
  1. 2015年12月15日発売[7]、ISBN 978-4-8000-0525-0
- 抜き差しならない二人（ハーパーコリンズ・ジャパン、『恋するソワレ』、2020年vol.9 - 2021年vol.10、プティルコミックス、全2巻）
  1. 2022年2月16日発売[8]、ISBN 978-4-596-31710-0
  2. 2022年3月17日発売[9]、ISBN 978-4-596-31712-4

### 単行本未収録作品
- 雨降ってそのうち固まる（『Kiss』2008年12号、デビュー作）
- 夕日が目にしみる（読み切り）
- 10月の水族館（読み切り）
- つかまえて（読み切り）
- 仲村さんちのお庭（読み切り）
- シノの毛玉物語（読み切り）
- 園芸男子の憂鬱（読み切り）
- 思春期飛行（2012年 - 2013年掲載の回）